# Fèlix Farró i Vilanova
Fèlix Farró i Vilanova (Olot, 1880 - Sant Joan de les Abadesses, 5 d'agost del 1936) va ser un músic i compositor nascut a Girona.
Es va formar musicalment a Barcelona, i va portar a terme el magisteri de Sant Esteve d'Olot, després de P. Guillamet. L'any 1915 va ser admès a la Junta de la Confraria de la Minerva de la parroquial d'Olot. Dos anys després, al 1917, va fundar i va dirigir l'Orfeó Popular d'Olot, tot guanyant el primer premi en l'Aplec de Germanor dels Orfeons de Catalunya l'any 1922. També va impulsar la fundació de l'Escola de Música d'Olot i, durant un temps, també ensenyà música al seu nebot Fèlix Graells i Farró, que assoliria anomenada posteriorment.
L'any 1915 i entre el 1917 i 1919 va ser part del jurat dels certàmens culturals i artístics de la Festa Major d'Olot. El 1927 va dirigir un Tedeum amb la capella de música de Sant Esteve degut a l'arribada a Olot dels monarques espanyols. Entre els anys 1916 i 1926 va publicar alguns treballs al voltant de la història musical d'Olot arribant a impartir una conferència, amb motiu de la Setmana Litúrgico-Musical de Girona, amb exemples musicals el 21 de novembre de 1929. Fèlix Farró i Vilanova va morir el 1936, víctima de la persecució religiosa durant la guerra civil. Té un carrer dedicat a Olot.

## Obra
Al Fons de l'Església parroquial de Sant Esteve d'Olot, de l' Arxiu Comarcal de la Garrotxa, es conserven més d'una seixantena d'obres de creació pròpia i d'altres autors. Entre les de creació pròpia en podem destacar: 
- Adagio per a Corda i Hrm en La b M.
- Himne per a 4 v i Orq en La b M.
- Lletanies per a 3 v i Org en Fa M.
- Minuet per a P en La M.
- Rèquiem per a 4 v i Ac en Re m.
- Gavota i Tarantel·la per a Quartet de Corda en Re M.
- Motet a 4 v en La m.
- Nadala en Si b M.
- Quartet en Mi b M.
- Serenata en La b M.
- Teoria musical: conferència amb exemples musicals
- Sardanes: A la meva mare Narcisa, Cants del poble, Enyorança, La fada del Gorg Blau, La flor del Pirineu, La font d'en Fontiguell, La nostra festa, Nadala, Narcisa; i Recordant l'aplec dels orfeons, aquesta amb el pseudònim Telm Vilamajor. Algunes van ser enregistrades en disc.[6]

### Enregistraments
- Cobla Barcelona. Enyorança.  Barcelona: s.n., s.a..

- Cobla Barcelona. Recordant l'aplec dels orfeons.  Barcelona: Regal, s.a.. ref. RS 180.